# Великая Дорога
Вели́кая Доро́га (укр. Велика Дорога) — село в Нежинском районе Черниговской области Украины. Население 711 человек. Занимает площадь 2,212 км².
Код КОАТУУ: 7423381201. Почтовый индекс: 16661. Телефонный код: +380 4631.

## Власть
Орган местного самоуправления — Великодорожский сельский совет. Почтовый адрес: 16661, Черниговская обл., Нежинский р-н, с. Великая Дорога, ул. Почеконская, 65.